# Zbigniew Jakimowicz
Zbigniew Jakimowicz (ur. 5 marca 1964) – polski lekkoatleta, sprinter, mistrz i reprezentant Polski.

## Kariera sportowa
Był zawodnikiem Skry Warszawa i Legii Warszawa. 
Na mistrzostwach Polski seniorów na otwartym stadionie wywalczył trzy medale, wszystkie w sztafecie 4 x 100 m - złote w 1987 i 1988 oraz brązowy w 1983. Indywidualnie najlepsze miejsca zajmował w 1987 (ósme w biegu na 200 metrów) i 1989 (ósme w biegu na 100 metrów).
Reprezentował Polskę w zawodach Finału B Pucharu Europy w 1989, zajmując piąte miejsce w sztafecie 4 x 100 m, z wynikiem 40,51.
Rekordy życiowe:
- 100 m: 10,55 (11.09.1988)
- 200 m: 21,21 (18.09.1986)